# Suleyman Rahimov
Pour les articles homonymes, voir Rahimov.
Suleyman Rahimov (en azéri : Süleyman Hüseyn oğlu Rəhimov ; né le 22 mars 1900 à Zangazour, gouvernement d'Elisavetpol, à présent Qubadli en Azerbaïdjan, et mort le 11 octobre 1983 à Bakou) est un écrivain, romancier, prosateur et homme politique azerbaïdjanais et soviétique, écrivain du Peuple d'Azerbaïdjan (1960), Héros du travail socialiste (1975).
Membre et président de l'Union des écrivains d'Azerbaïdjan, il est un éminent représentant de la littérature azerbaïdjanaise moderne. Sa créativité est étroitement liée à une grande période de développement de celle-ci. Les romans de Rahimov font partie des œuvres remarquables de genre.
La naissance et le développement du nouveau roman azerbaïdjanais dans les années 1930 sont étroitement liés à la créativité de Rahimov. Il commence sa carrière d'écrivain avec un roman, le genre principal de sa prose au cours de son activité. Shamo (Şamo) et Sachly (Saçlı) sont ses œuvres les plus remarquables à cet égard. Dans ses romans, Rahimov décrit ses personnages à travers les grands événements sociaux et les conflits de l'époque, montrant leurs qualités humaines. Il est également l'auteur de nombreuses nouvelles et histoires à caractère romantique et satirique.

### Jeunesse
Suleyman Rahimov nait à Eyin, dans le gouvernement d'Elisavetpol de l'Empire russe, qui se trouve maintenant dans le district de Gubadly en Azerbaïdjan le 9 ou le 22 mars 1900. Selon ses mémoires Road of life (Həyat yolu), Rahimov nait dans une famille d'agriculteurs et est élevé par l'oncle de son père, Allahverdi. Il est éduqué dans la maison du mollah d'Allahverdi, puis est envoyé dans une école russe à Gubadly en 1912. Quand il a 16 ans, les forces armées arméniennes occupent son lieu de naissance ; Rahimov et sa famille deviennent des réfugiés. Ils s'installent à Gubadly, Kaziyan, Saryl, Agaly I (Zangilan) et dans d'autres colonies voisines. Il perd sa mère et ses deux sœurs. En 1921, Il se rend à Khanlig (maintenant appelé Ishkhanadzor) et y travaille comme enseignant dans une école nouvellement ouverte. Après avoir suivi des cours de pédagogie à Chouchi, il travaille comme enseignant dans plusieurs écoles de Zangezursky Uyezd. En 1928, Rahimov et son ami Ali Veliyev s'installent à Bakou et étudient à la faculté d'histoire de l'université d'État de Bakou pendant trois ans. Il donne ensuite des cours d'alphabétisation aux vieux ouvriers de Black City (Bakou).
En 1931, Suleyman Rahimov obtient le diplôme en histoire de l'Université pédagogique d'Azerbaïdjan[réf. souhaitée]. Pendant un certain temps, il travaille comme enseignant. En 1939-1940 et 1954-1957, il est président de l'Union des écrivains de la RSS d'Azerbaïdjan et président du Comité des affaires culturelles et éducatives du Conseil des ministres de l'Azerbaïdjan (1945-1958). Les années de créativité sont 1930-1983.

### Carrière d'écrivain
Comme presque tous les survivants des Grandes Purges, Rahimov exprime des idées communistes dans ses œuvres. Il commence sa carrière d'écrivain en 1931, avec Shamo (Şamo), sur lequel il continue à travailler jusqu'en 1978 et dont il publie cinq volumes. Les histoires couvrent de nombreux événements, ce qui est inhabituel dans la littérature azerbaïdjanaise. Shamo a un environnement artistique complexe. Le génie artistique a une importance spontanée dans le roman, largement dépendante des formes de réalité qui se déroulent directement dans l'imaginaire de l'écrivain : les principes artistiques du réalisme socialiste sont essentiellement liés à son imagination. Les caractéristiques et le mode de vie du village de Shehli décrit dans Shamo sont patriarcaux. Rahimov exprime les mêmes problèmes que d'autres écrivains azerbaïdjanais de l'époque, tels que Nadjaf bey Vezirov, Abdurrahim Bey Hagverdiyev, Nariman Narimanov et Jalil Mammadkulizade.
Pendant la Seconde Guerre mondiale, Rahimov rejoint l'Armée rouge et déménage à Tabriz, en Azerbaïdjan iranien. Il écrit alors sous le pseudonyme de « Sangarli » (azéri : Səngərli, litt. « avec tranchée »). Rahimov écrit une nouvelle intitulée Mort de grand-mère (azéri : Nənənin ölümü), décrivant la vie des enfants à Tabriz. Il est président de l'Union des écrivains d'Azerbaïdjan à plusieurs reprises (1939-1940, 1944-1946 et 1954-1958).

### Carrière politique
Suleyman Rahimov est communiste. De 1934 à 1937, il exerce des fonctions politiques dans les districts de Latchin, Samux, Shakhbuz et Sharur. Il travaille ensuite comme secrétaire de la propagande au comité du Parti communiste d'Azerbaïdjan de la ville de Bakou (1940-1941), puis chef adjoint du département de la propagande et de l'agitation au Comité central du Parti communiste d'Azerbaïdjan (1941-1944) et président du Comité des affaires culturelles et éducatives du Conseil des ministres d'Azerbaïdjan (1945-1958).

### Mort
Suleyman Rahimov meurt le 11 octobre 1983. Il est enterré dans l'Allée d'honneur à Bakou[réf. souhaitée].

## Récompenses et hommages
Il reçoit le prix du « Stylo d'or » de l'Union des journalistes azerbaïdjanais en 1972, trois fois l'Ordre de Lénine en 1946, 1970 et 1975 respectivement, une fois avec l'Ordre du Drapeau rouge du Travail en 1959, une fois avec l'Ordre de l'Insigne d'honneur en 1942 et une fois avec l'Ordre de l'Amitié des peuples en 1980. En 1960, il reçoit le titre d'Écrivain du peuple et en 1975, il reçoit le titre honorifique de héros du travail socialiste.
Un buste de Rahimov est exposé à la Bibliothèque nationale d'Azerbaïdjan et une rue qui porte son nom à Bakou. Un buste-relief de Rahimov a été érigé devant sa maison à Bakou.

## Principaux ouvrages

### Romans
- Shamo (Şamo), vol. 1–5, 1931–1978.
- Sachly (Saçli), 1940-1948.
- Dans les montagnes d'Aghbulag (Ağbulaq dağlarında), 1955–1956.
- Monument de la mère (Ana abidəsi), 1961-1967.
- L'Aigle du Caucase (Qafqaz qartalı), vol. 1–3, 1971–1975.

### Nouvelles
- Voix de la Terre, 1941.
- Aynaly (Aynalı), 1942.
- Médaillon (Medalyon), 1942.
- Tombe du frère (Qardaş qəbri), 1943.
- Décès de grand-mère (Nənənin ölümü), années 1940.
- Mahman (1944).
- Souhait (Arzu), 1947.
- Cousin (Xalauşağı), 1944.
- Légende du Gyuzgyugol (Güzgügöl əfsanəsi), années 1960.
- Hennissement implacable (Kəsilməyən kişnərti), années 1960.
- Premier aigle et corbeau (Baş qartal və alaqarğa), années 1960.
- Bahram et Zarafshan (Bəhram və Zərəfşan), 1962.
- À sa propre sollicitation (Öz minnətinə), 1967–68.
- Kapaz (Kəpəz), 1969–70.
- Rires(Uğundu), 1965.
- Dans la résidence des filles (Qızlar oylağında), 1972–74.

### Histoires
- Mahtaban (Məhtaban), date inconnue.
- Gudrat Gudratov (Qüdrət Qüdrətov), 1942.
- Serviette avec coq (Xoruzlu dəsma), 1942.
- Application d'eau (Su ərizəsi), 1942.
- Invité timide (Üzsüz qonaq), 1943.
- Hag (Küp qarısı), 1943.
- Consciencieux (Malyeməz), 1944.
- Personne envieuse (Paxıl adam), 1944.
- Pain sans sollicitation (Minnətsiz çörək), 1945.
- Rocher de la mariée (Gəlin qayası), 1945.
- Khahish-nameh (Xahişnamə), 1945.
- Village de Mozalan (Mozalan kəndi), 1945.
- Étape (Ögey), 1945.
- Gravier de la nymphe (Pəri çınqılı), 1959.
- Poisson qui rit (Gülən balıq), 1964.

### Mémoires
- Extrait du livre des derniers jours (Ötən günlər dəftərindən), 1946.
- Route de la vie (Həyat yolu).